# Milady

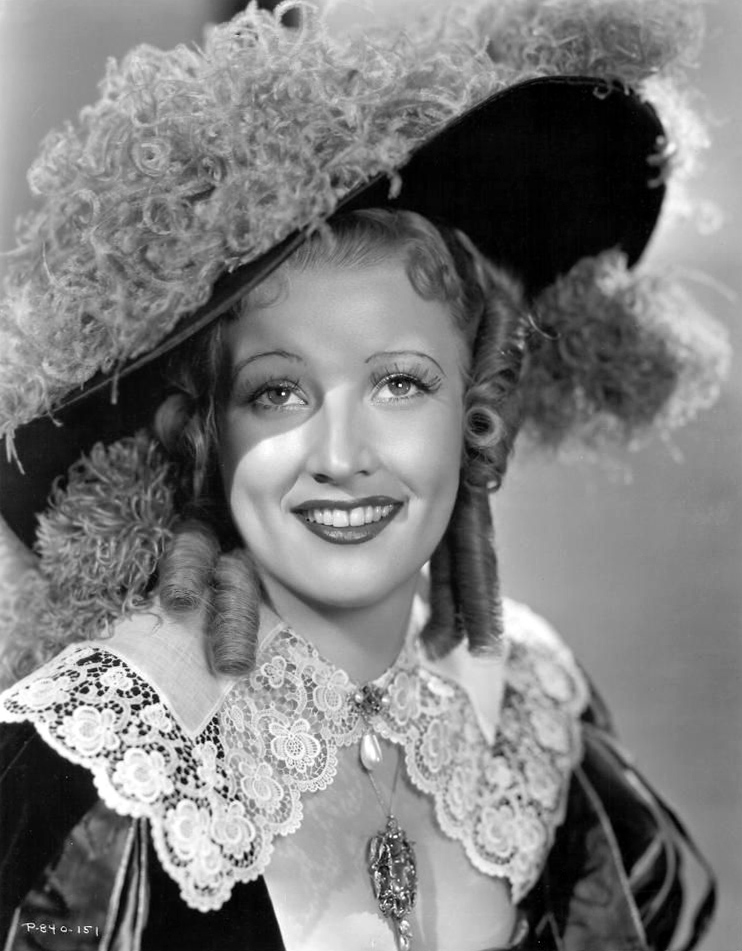
Milady được tái hiện qua diễn xuất của Margot Grahame

Milady hay Milady Clarick de Winter là một nhân vật hư cấu trong cuốn tiểu thuyết kiếm hiệp – lịch sử trứ danh là Ba người lính ngự lâm (1884) của nhà văn Alexandre Dumas. Trong tiểu thuyết này, Milady (tên thật là Anne de Breuil) đóng vai trò là nhân vật phải diện và là đối thủ của D'Artagnan và ba chàng lính ngự lâm trong suốt các cuộc phiêu lưu đầy lãng mạn và kịch tính từ nước Pháp đến nước Anh. Milady là một gián điệp cho Hồng y giáo chủ Richelieu và là thủ tướng của nước Pháp dưới triều đại của vua Louis XIII. Trong tiểu thuyết miêu tả rằng Hồng y giáo chủ là kẻ thù của nhóm ngự lâm quân này nhưng thực tế, ông này chỉ đóng vai trò chỉ đạo chung, còn người trực tiếp đối đầu với nhóm ngự lâm quân qua từng âm mưu chính là Milady. Milady được miêu tả là một trong những người phụ nữ đẹp nhất trong tiểu thuyết này. Trong tiểu thuyết, Milady đang ở "độ tuổi hai mươi rất đẹp, da trắng, đôi mắt xanh mở lớn, đôi lông mày và lông mi đen tuyền và những lọn tóc vàng cuộn xoăn thả xuống bờ vai". Cô ta có một quá khứ tội lỗi và đầy sóng gió và là một con người độc ác, nham hiểm, một người có lòng tham và một người phụ nữ quyến rũ đã làm mê mẫn rất nhiều người đàn ông trong đó có cả D'Artagnan. Nhưng cũng qua tiểu thuyết này Milady được xây dựng như là một mẫu người phụ nữ mạnh mẽ, đầy cá tính và có tham vọng lớn.

## Quá khứ
Khi Milady còn là một thiếu nữ có tên gọi là Anne de Breuil, cô được một gởi vào một tu viện để huấn luyện thành nữ tu. Trong tu viện này ngoài Milady đang tuổi thiếu nữ thì cũng có một thầy tu trẻ thường đến tu viện để giảng kinh (người thầy tu này là em trai của một tay đao phủ thủ), Milady ngay ở buổi đầu đã có "lòng dạ ma quỷ", cô không hề muốn trở thành nữ tu sĩ nên đã tìm cách quyến rũ anh chàng thầy tu trẻ và khiến anh này đem lòng yêu cô. Sự quyến rũ của cô mạnh đến nỗi thuyết phục được anh chàng tu sĩ phản bội lời khấn trọn đời tu sĩ và cùng cô bỏ trốn.
Nhưng để đi đến một miền nào đó nơi họ có thể sống mà không bị phát hiện thì cần phải có tiền, mà cả hai đều tay trắng. Anh thầy tu bèn ăn cắp một cái chén thánh trong nhà thờ và bán đi kiếm được một số tiền. Nhưng khi họ chuẩn bị đào thoát thì bị bắt. Người đao phủ phải lãnh trách nhiệm khủng khiếp là thích dấu hoa huệ lên cả cô gái lẫn em trai của mình.
Họ bị tống giam vào ngục một thời gian, nhưng lại cùng nhau trốn thoát được, rồi cùng chạy trốn tới vùng Berry, tại đó, anh thầy tu xin được làm chân trợ tế cho một linh mục ở địa phương. Milady buộc lòng phải đóng vai em gái của anh chàng để khỏi bị nghi ngờ, cùng sống trong một căn nhà nhỏ trên lãnh địa của một vị quý tộc trẻ tuổi là Bá tước de La Fere. Lúc này Milady mới mười sáu tuổi, một hôm cô tình cờ gặp được vị bá tước này, trước vẻ đẹp của Milady, vị bá tước này đã đem lòng yêu cô ta mà không để ý đến lai lịch của cô và cũng chẳng màng đến việc họ từ đâu tới. Trớ trêu thay, người linh mục đó phải làm lễ cưới cho người phụ nữ của anh ta với một quý ông khác.
Milady sau khi cưới được vị bá tước nọ bèn ruồng bỏ anh thầy tu. Anh ta chẳng còn chỗ dung thân phải quy về chốn cũ và phát điên lên vì đau khổ. Ở quê nhà, anh ta biết được rằng người anh trai của mình là người đao phủ thủ đã bị tống giam vì phải thế chỗ cho anh này và Milady khi hai người bỏ trốn. Anh thầy tu liền ra đầu thú để thế chỗ cho anh mình và sau đó vì tủi nhục, tuyệt vọng vì thất tình, anh ta treo cổ trong phòng giam ngay đêm đó.
Người đao phủ tuy được thả nhưng cuộc đời đã tan nát, và ông ta đã sống cô đơn không bạn bè kể từ ngày ấy và trở thành một người đao phủ thủ bí ẩn khoác áo choàng đỏ lang thang khắp các vùng lùng khắp vùng Flanders để bắt Milady người mà ông ta cho rằng đã hủy hoại cuộc đời và gây ra cái chết của một tu sĩ trẻ, em trai của ông ta.

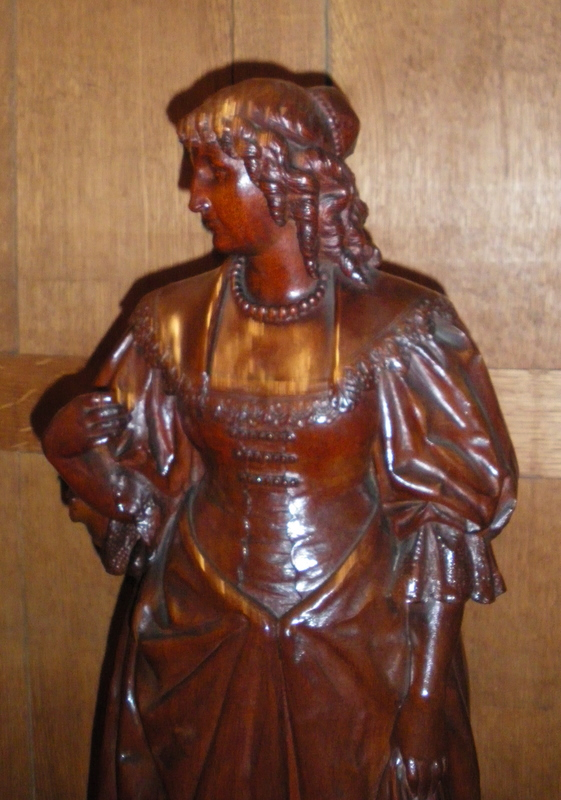
Bức tượng gỗ mô tả Milady trong thời kỳ hôn nhân với Athos (dược trưng bày tại Pháp)

Sau khi kết hôn với Athos cuộc sống của Milady trôi qua trong sung túc, Athos rất yêu cô gái và tặng luôn cho cô một chiếc nhẩn quý mà mẹ anh để lại, cho đến một ngày trong một chuyến đi săn của hai vợ chồng, Milady bị té ngựa và ngất xỉu, Athos vội chạy tới, và để giúp cho Milady dễ thở hơn, anh lấy dao rọc áo của cô ra và bất ngờ một bên vai của cô bị phơi trần và trông thấy một dấu thích hoa huệ trên vai. Athos đã nhận ra cô ta không phải là thiên thần mà là quỷ dữ, cô ta đã đánh cắp chén thánh trong nhà thờ.
Athos vốn là người rất hào hiệp nên tuy có toàn quyền xét xử cô gái nhưng anh chỉ xé tan quần áo của cô và treo cô lại trên một cành cây. Tuy vậy đây cũng là một vết thương lòng đối với Athos vì anh thật sự yêu Milady và từ đó về sau anh không bao giờ xúc động trước các phụ nữ đẹp nữa. Anh đã đổi tên từ bá tước La Fere thành Athos, một cái tên rất quê kệch như một hình thức trốn chạy quá khứ.
Tuy bị trói vào cành cây và xem như mất đi tất cả hạnh phúc lẫn vinh hoa phú quý nhưng số phận một lần nữa lại mỉm cười với Milady khi cô sống sót và được một người Anh cứu vớt đó là người em trai của huân tước De Winter nước Anh, một quý tộc giàu có và đầy quyền lực ở xứ sở sương mù và có tên là Milady Clarik de Winter.
Cô sống với người này một thời gian và có được với anh ta một đứa con. Nhưng sau đó người chồng của cô đã chết không rõ lý do (sau này huân tước de Winter cho rằng chính cô đã hại chết anh này vì muốn chiếm đoạt gia sản), cô sống tại căn nhà rất rộng và được bài trí sang trọng tại công trường Royale, nhà số 6. Và cũng từ đây Milady trở thành một người phụ nữ thật sự nguy hiểm, là một gián điệp đắc lực cho Hồng y giáo chủ Richelieu đương kim Thủ tướng Pháp.

## Đánh cắp xâu chuỗi kim cương

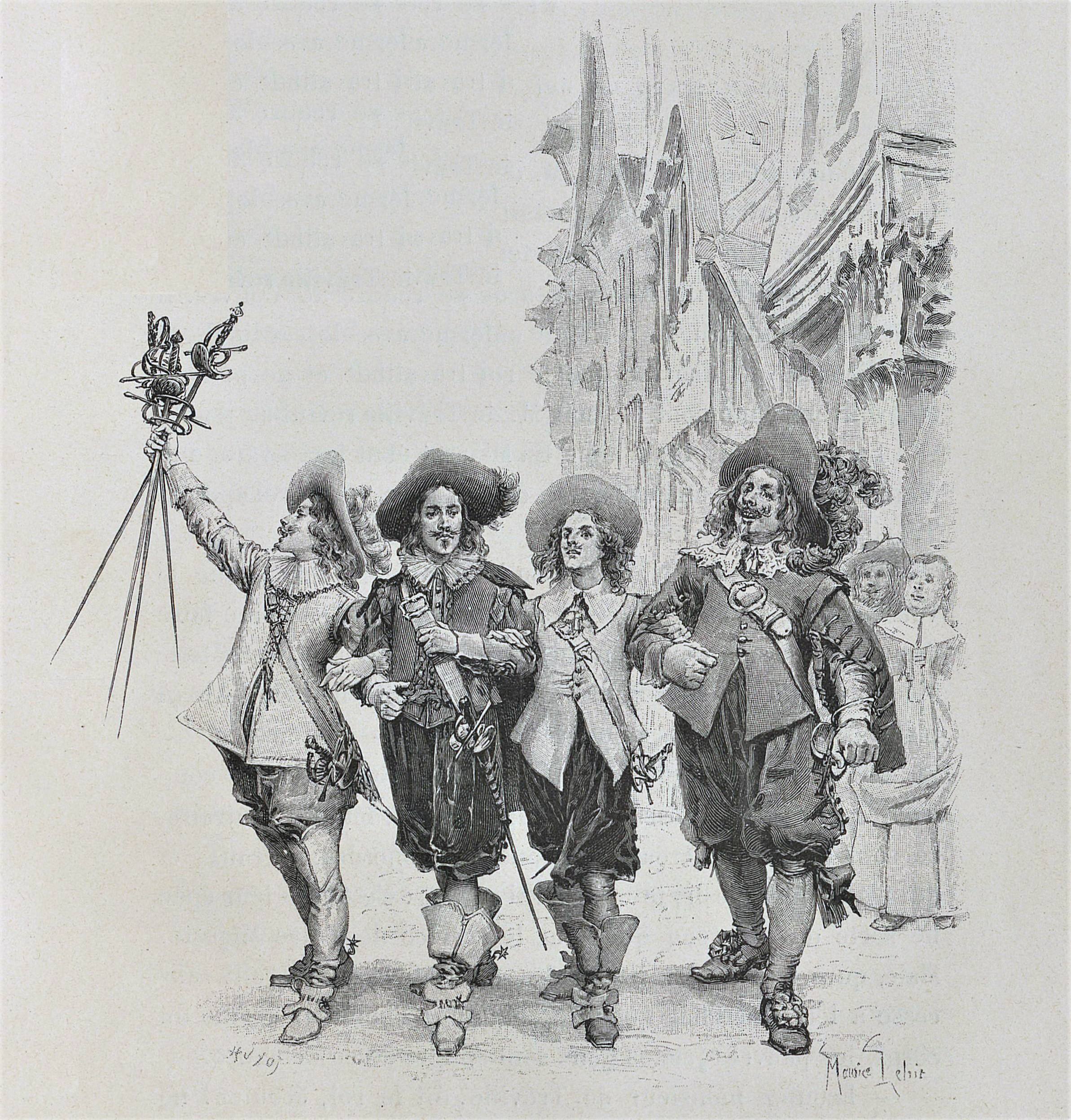
Đội ngự lâm quân

Trong triều đình, Hồng y giáo chủ Richelieu vốn không ưa Công nương Anne nước Áo là công chúa Tây Ban Nha và là hoàng hậu nước Pháp, vợ của vua Louis XIII nhưng đồng thời cũng đồng thời là người tình cũ của quận công Buckingham: George Viliers đương kim thủ tướng Anh.
Hồng y giáo chủ đã dày công giàn sẵn một âm mưu dụ quận công đến gặp hoàng hậu và chỉ đạo cho Milady bắt cóc người hầu cần của hoàng hậu là bà Bonacieux sau đó Milady còn thực hiện phi vụ đánh cắp hai viên kim cương trên xâu chuỗi 12 hạt kim cương mà hoàng hậu đã tặng cho quận công Buckingham.
Với thân phận là bà bá tước De Winter, Milady đã tiếp cận với quận công trong một buổi dạ hội của nhà vua Anh ở Winsdor, một cung điện gần Luân Đôn và nhân cơ hội quận công sơ ý, Milady đã cắt mất hai hạt kim cương gửi về Pháp cho Hồng y giáo chủ. Giáo chủ có được những viên kim cương này bèn tổ chức một buổi dạ tiệc và đề nghị với nhà vua yêu cầu hoàng hậu phải mặc bộ đồ dạ hội có đeo xâu chuỗi kim cương đó, nhằm mục đích vạch trần mối quan hệ giữa hoàng hậu và quận công để hạ bệ bà.
Biết danh tiếng của D'Artagnan, hoàng hậu đã nhờ cậy anh để anh sang nước Anh liên hệ quận công lấy xâu chuỗi về. Bằng một cuộc phiêu lưu mao hiểm đầy sóng gió từ nước Pháp cho đến nước Anh, D'Artagnan đã phá vỡ được âm mưu này và lật ngược thế cờ một cách ngoạn mục. Để trả đũa, Milady tổ chức bắt cóc bà Bonacieux một lần nữa nhưng thuộc hạ của Hoàng hậu đã giải thoát cho bà này và đưa bà đến trú ẩn ở một tu viện tên là Carmelite ở Béthune.

## Quan hệ với D'Artagnan và bí mật bị tiết lộ

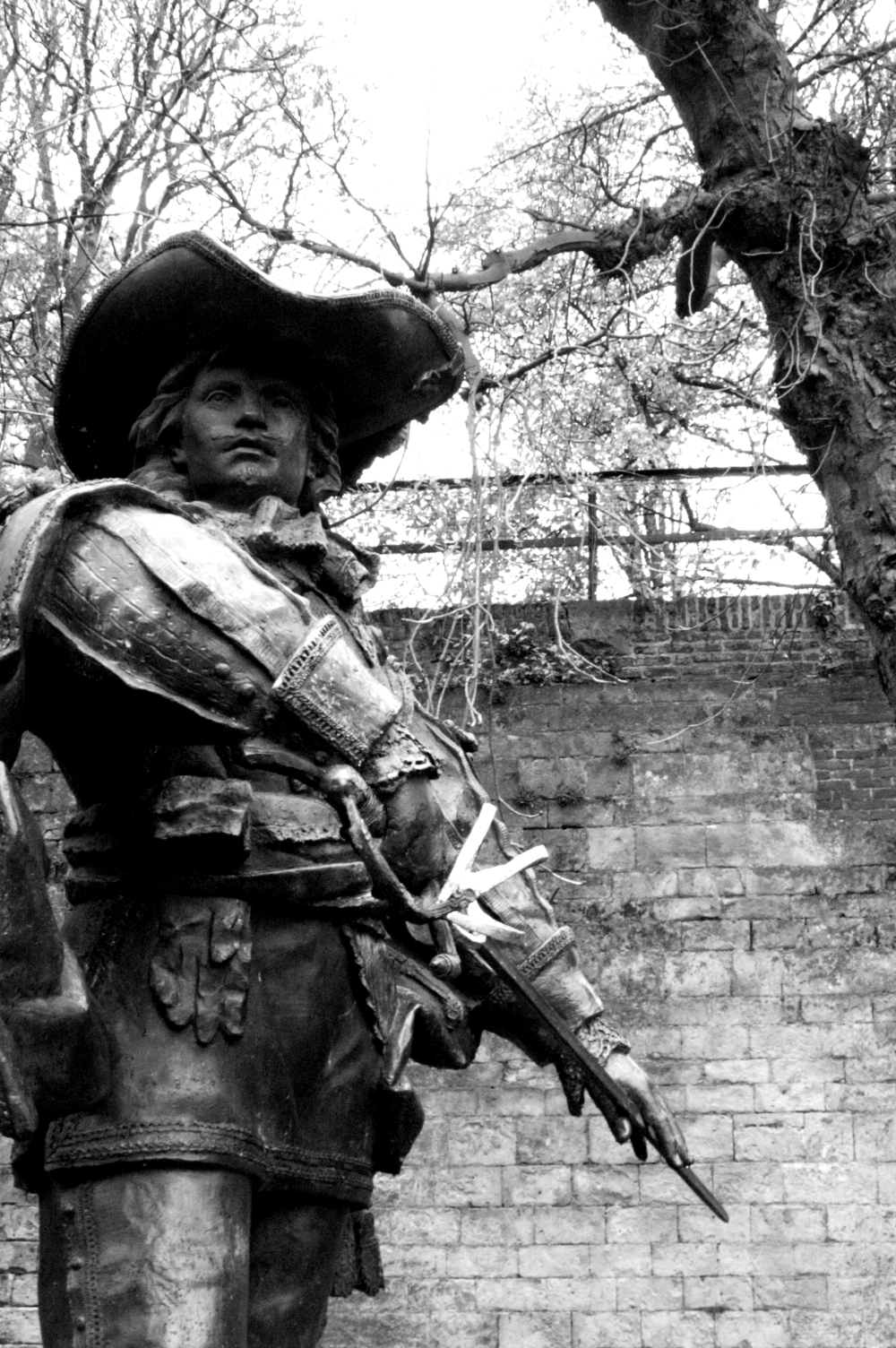
Tượng d'Artagnan ở công viên thành phố Maastricht.

D'Artagnan gặp Milady lần đầu tiên ở một quán trọ có tên là Jolly Miler lúc đó, D'Artagnan đang bị thương sau một vụ ẩu đả với một nhóm quý tộc mà cầm đầu là Bá tước Rochefort, người mà anh gọi là "thằng cha ở Meung" khi anh lần đầu lên Paris. Lúc đó anh ta thấy Milady đang ngồi trong xe ngựa và trò chuyện với vị bá tước này.
Anh lờ mờ đoán biết được một âm mưu nhưng vì bị thương nên D'Artagnan không thể đuổi theo chiếc xe ngựa chở Milady nên đã không theo kịp chuyến xe đang chạy lên hướng Paris.
Sau những cuộc phiêu lưu mạo hiểm để đem về chuỗi kim cương cho Hoàng hậu Anne một cách ngoạn mục, D'Artagnan tiếp tục cuộc phiêu lưu đi tìm những người bạn của mình và đi tìm bà Bonacioux và trong cuộc phiêu lưu này, anh tình cờ gặp lại Milady trong một nhà thờ, anh theo chân cô đến Sant German và gặp cô khi đang nói chuyện với một gã người Anh – đó chính là Huân tước de Winter, Nam tước xứ Sheffield và là người anh rễ của Milady.
D'Artagnan đã có một sự hiểu lầm và một cuộc đọ kiếm tay đôi với huân tước Wintter và dĩ nhiên chiến thắng thuộc về anh nhưng anh lại tha chết cho huân tước vì cô em xinh đẹp của ông ta. Đổi lại huân tước Winter rất biết ơn và ngưỡng mộ tinh thần mã thượng của chàng ngự lâm quân, cả hai kết bạn và Huân tước mời D'Artagnan đến nhà mình cho cô em Milady để giới thiệu.
Milady biết được chuyện này vô cùng giận dữ và có ý xỏ mũi chàng trai này. Nguyên nhân chính là vì chàng trai đã tha chết cho Huân tước de Winter khi ông đang ở trong tay chàng. Lần trước Milady cố tình không ngăn cản cuộc quyết đấu với mục đích là mượn tay D'Artagnan để giết Huân tước và như vậy, đứa con của cô (mà thực chất là cô) sẽ được thừa hưởng toàn bộ gia tài kếch sù của Huân tước để lại.
Thật bất ngờ rằng qua nhiều lần đến thăm và nói chuyện với Milady, D'Artagnan đã si mê cô vì vẻ đẹp quyến rũ và tài ăn nói dịu dàng của cô, anh đã thật sự si mê cô bất chấp những lời khuyến cáo của Athos về những người phụ nữ đẹp.
Mặc dù vậy, người hầu gái xinh đẹp của Milady là Ketty lại phải lòng anh chàng D'Artagnan hào hoa và luôn thương cảm cho anh vì biết rõ anh đang bị Milady trả thù. Rất nhiều lần cô đã ra ám hiệu cho D'Artagnan nhưng không được anh chàng si tình này để ý.
Một lần cô đã táo bạo cầm tay anh kéo vào nơi bí mật và tiết lộ cho anh ta biết âm mưu của cô chủ Milady và đưa ra lá thư hẹn hò của cô chủ với bá tước de Warder, người bị D'Artagnan đâm bị thương trong một lần giao đấu.
Biết được tin này, D'Artagnan vô cùng hốt hoảng vì nhận ra được bộ mặt thất của Milady và sự ngu ngốc của mình. Anh quyết định tận dụng sự ngưỡng mộ của cô hầu gái Ketty để lên kế hoạch vạch mặt Milady. Anh dã dạng làm bá tước de Wades đến thăm Milady vào một đêm tối (kế hoạch này được sự giúp sức của cô hầu gái Kitti khi cô tắt toàn bộ nến trong nhà cô chủ mình).
Milady bị trúng kế, cô không hề biết được đó là D'Artagnan và đã lấy luôn chiếc nhẫn quý của cô (vốn trước đó là của Athos). Milady dần sinh nghi và phát giác được mọi chuyện, cô cầm dao lao đến đâm D'Artagnan nhưng anh này tránh được và vô tình xé rách vạt áo một bên bờ vai của cô, đúng lúc ánh trăng rọi vào từ cửa sổ và D'Artagnan nhận ra dấu thích hoa huệ bên bờ vai của cô.
Anh nhận ra cô là Anne de Bruine là tội đồ năm xưa và người yêu của Athos. Biết bí mật bị lộ Milady lồng lộn và lao vào đâm anh một lần nữa. D'Artagnan nhảy khỏi phòng cô chạy vào buồn của Ketty và cùng với cô hầu gái này trốn chạy. Sau đó, Athos được D'Artagnan kể lại và biết được sự thực. Còn Milady thì đã có một mối căm thù vô cùng sâu sắc đối với D'Artagnan, cô thề sẽ trả thù anh và những người liên quan đến anh bằng mọi giá.

## Âm mưu ám sát thủ tướng Anh

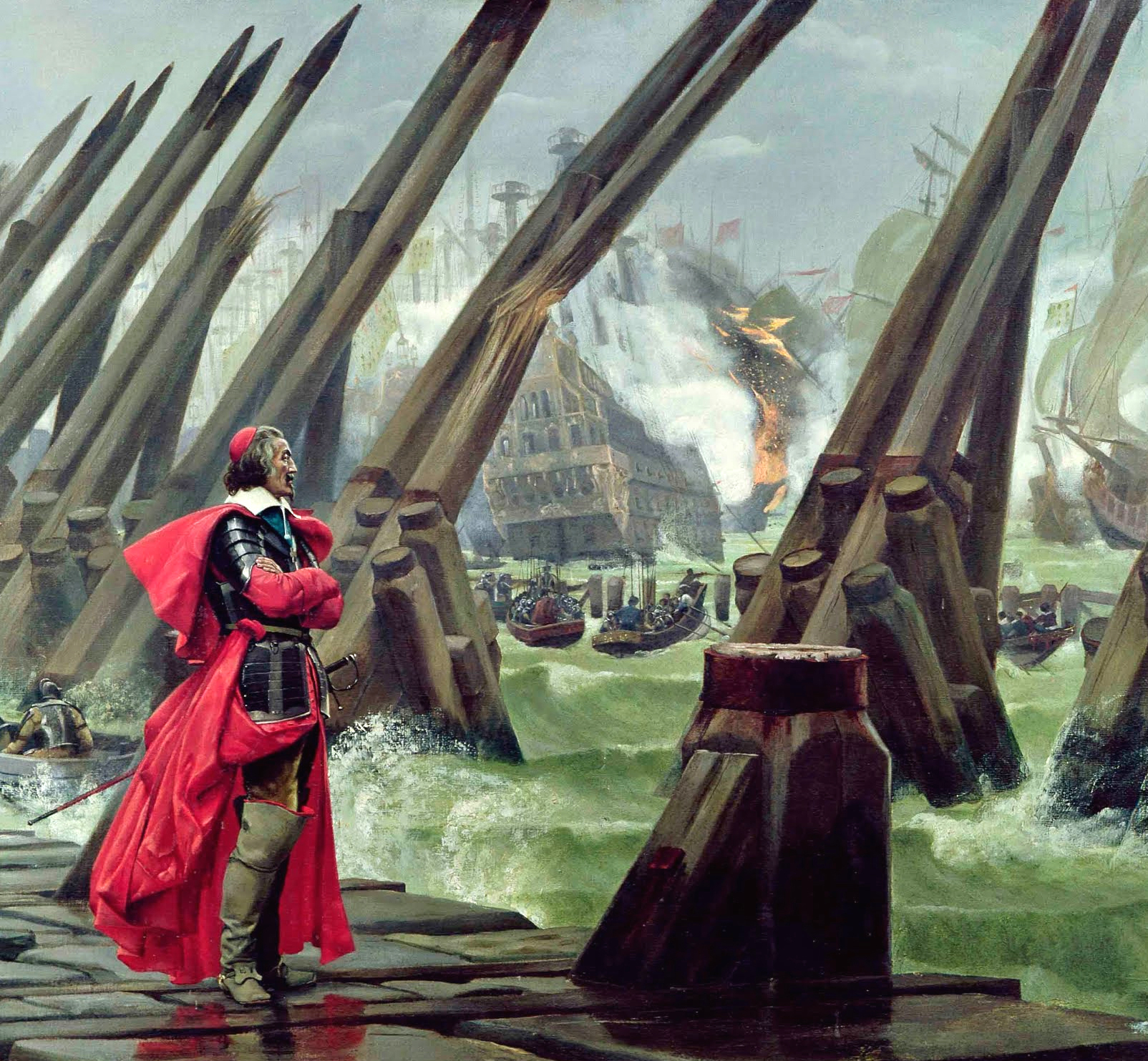
Hồng y giáo chủ đang quan sát chiến sự ở La Rochelle

Giữa hai nước Anh và Pháp xảy ra chiến tranh, chiến trường chính tại La Rochelle, các chàng lính ngự lâm lên đường ra mặt trận chiến đấu. Kết quả cuộc chiến này nghiêng về nước Pháp với sự rút lui của quân Anh, bỏ lại 2.000 xác trên chiến trường. Dù vậy Hồng y giáo chủ vẫn chưa hoàn toàn yên tâm và ra lệnh cho Milady lên đường về Anh thực hiện việc ám sát quận công Buckingham, người đã gây ra cuộc chiến này vì Hoàng hậu nước Pháp.
Milady đã có cuộc mặc cả với Hồng y, cô sẽ giết Buckingham đổi lại Hồng y giáo chủ sẽ xử tội D'Artagnan với những bằng chứng tư thông với người Anh do cô cung cấp. Nhưng thật không may, cuộc trò chuyện bí mật của cô và Hồng y giáo chủ lại bị ba người bạn ngự lâm quân của D'Artagnan nghe lén được. Họ ngồi trong một quán rượi gần lò sưởi và thông qua ống khói cũ đó họ nghe được câu chuyện bên ngoài. Athos đã nhận ra được Milady.
Sau khi nhận biết được Milady và âm mưu của cô, Athos quyết tâm tìm gặp cô để cảnh cáo cô không được hãm hại D'Artagnan. Cuộc gặp gỡ đã diễn ra trong nỗi kinh hoàng của Milady, cô lo sợ Athos sẽ giết cô nhưng anh ta không làm vậy. Anh chỉ lấy đi lá thư với những nội dung âm mưu ám sát quận công Buckingham mà thôi. Milady thoát được về nước Anh.
Sau khi lấy được lá thư cả nhóm bạn ngự lâm bàn bạc và quyết định cử anh hầu Planchet của D'Artagnan sang anh để trao những chứng cứ gián điệp của Milady cho huân tước Winter. Planchet đã không phụ lòng mọi người và cậu ta đã giao những chứng cứ này đến tay Huân tước trước khi Milady trở về.
Huân tước Winter đã nắm được mọi chuyện, ông ta lập tức ra lệnh cho viên trung úy John Felton, một "chàng trai trẻ, độ hăm lăm, hăm sáu, khuôn mặt trắng trẻo với đôi mắt xanh trong và hơi sâu, cái miệng đẹp và rắn rỏi" đến bắt giam Milady khi cô vừa xuống tàu và giam vào ngục của một biệt thực của ông ta. Việc canh giữ Milady do đích thân viên trung úy trẻ này phụ trách và đó chính là sai lầm "khốn khổ" nhất của huân tước Winter

## Vượt ngục

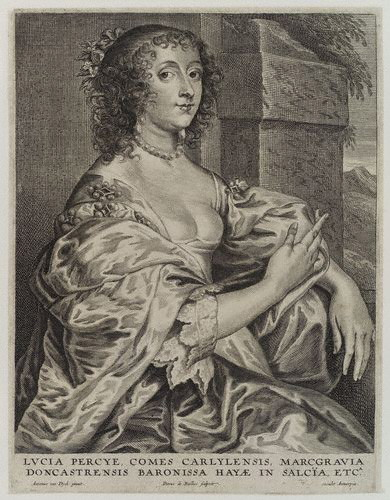
Lucy Hay bà quận công xứ Carlisle được cho là nguyên mẫu ý tưởng của nhân vật Milady

Dù bị giam giữ cẩn thận nhưng Milady vẫn bình thản và rắp tâm quyến rũ chàng trai trẻ Felton khi có cơ hội. Việc quyến rũ chàng trai trẻ diễn ra trong một thời gian dài với sự kiên nhẫn, khả năng đóng kịch và gịong nói đầy thuyết phục của cô. Ban đầu cô bị giam giữa nhưng vẫn tỏ ra thản nhiên một mặt do đang quan sát tình thế, một mặt cô nhận thấy chàng trung úy này vẫn đang cảnh giác cao độ qua những lời dặn dò của huân tước Winter. Ngày tháng vẫn trôi qua mà không có biến động nào.
Thời gian sau đó, cô thực hiện quyến rũ Felton. Cô không lạnh lùng vô cảm nửa mà luôn đưa mắt nhìn về phía Felton. Mỗi tối đi ngủ cô ta luôn khóc thầm vừa đủ cho Felton nghe thấy, tự nhiên anh ta thấy tội nghiệp cho cô gái và bắt đấu quan sát cô và thấy cô khi ngủ vẫn trào nước mắt. Khi Felton lại gần chính là lúc Milady nhận thấy kế hoạch của mình đã thành công. Một tia thương xót đã lóe lên trong lòng chàng trung úy trẻ tuổi này. Milady đã nhận thấy điều đó và quyết tâm biết tia lửa này thành ngọn lửa thiêu đốt anh ta.
Cô bịa ra các cơn đau để Felton quan tâm đến cô. Dần dần cô đã tiếp cận được với anh chàng này và kể những câu chuyện bịa đặt thật cảm động về cuộc đời của cô, qua đó ám thị Felton rằng cô mới chính là người yếu đuối, cô thế, tội nghiệp và bị các thế lực vùi dập, trong đó có Buckingham và Winter. Đầu óc anh ta bị tiêm nhiễm tư tưởng thù ghét quận công Buckingham, vì đấy là mục tiêu sau cùng trong kế hoạch ma quỷ của Milady.
Kết quả thành công mỹ mãn, sau một tuần, Felton không những tin cô, yêu cô mà còn sùng bái cô, anh ta giúp cô vượt ngục và cùng nhau chạy trốn về Pháp. Anh ta đã bí mật giũa song sắt xà lim của Milady, rồi cõng cô leo xuống một cái thang giây với tình thế thật nguy hiểm, thậm chí khi lính canh đi tuần tra, họ phải treo lơ lững giữa trời cho đến khi lính canh đi qua.
Trước khi trở về anh ta hẹn cô chờ tài cảng Portsmouth còn mình thì đi về phía dinh thủ tướng để ám sát quận công Buckingham. Anh đi thẳng đến điện Admiralty nơi quận công đang ở đó, mạo danh là người đưa thư của huân tước Winter cho quận công và chờ khi quận công xem thư, anh ta rút dao đã thủ sẵn trong túi ra và nhào tới thọc lưỡi dao thẳng vào ngực trái quận công.
Felton đã ám sát thành công Buckingham trước khi huân tước Winter kịp đến ngăn cản. Khi biết tin Buckingham bị ám sát qua hồi đại bác bắn báo hiệu quốc tang, Milady bỏ mặc Felton lên tàu về nước Pháp. Huân tước Winter lập tức lên tàu đuổi theo cô, ông đã đi đến cảng Portsmouth sau cô ba tiếng đồng hồ.

## Trở về Pháp và cuộc phán xét
Milady vội vàng trở về Pháp, cô đến trú ngụ tại một tu viện nhỏ là Carmelite ở Béthune và liên lạc với vây cánh của Hồng y giáo chủ để tiếp tục hoạt động. Khi cô vội vàng đến tu viện này, cô tình cờ gặp lại bà hầu Bonacieux, bà này cũng ở tại tu viện này và hiện là một người sơ tu. Hai người chưa biết nhau.
Milady đang lúc chán và cô đơn nên có người trò chuyện thì rất vui, cô bày tỏ những cách cư xử duyên dáng nhất, qua cuộc trò chuyện, người thiếu phụ sơ tu thổ lộ đời tư của mình và cô ta đã biết được đó chính là người hầu cận của hoàng hậu và là bạn của D'Artagnan. Cô tràn ngập nỗ vui mừng và bắt đầu vạch kế hoạch bí mật đem bà Bonacieux ra khỏi tu viện rồi đem giấu đi như một con tin. Cô rất sợ Athos và D'Artagnan nhưng cô biết chắc rằng hai người đó sẽ không dám làm gì cô nếu họ biết cô đang nắm giữ người thiếu phụ này.
Theo kế hoạch, cô ta sẽ mang thiếu phụ này đi giấu tại một căn nhà nhỏ ở làng Armentieres cách tu viện khoảng hai dặm, đây là một nơi ẩn náu bí mật của cô. Cô ta đã liên lạc với bá tước Rochefort để thực hiện kế hoạch này. Khi người của Milady chuẩn bị đưa bà Bonacieux đi, hai người đang sửa sọan thì đúng lúc đó. D'Artagnan và nhóm ngự lâm quân đến đón bà (nhóm này đã biết chỗ ở của bà nên đến để đón về đoàn tụ với gia đình). Milady đã nhận ra D'Artagnan, cô biết vội vàng bịa chuyện nói đám người đó chính là tay chân của Hồng y giáo chủ đến để truy lùng hai người và hối thúc bà nhanh chóng sửa soạn để thoát theo cửa sau, ở đó có người của cô đang đợi.
Nhưng vì ba Bonacieux bị hoảng loạn nên quá chậm chạp, trong khi đó đám người của D'Artagnan đã vào đến nơi. Milady biết mưu kế của mình không thành công bèn tàn nhẫn trả thù D'Artagnan bằng việc lừa cho bà Bonacieux uống thuốc độc, cô bỏ thuốc độc vào ly rượi rồi đưa cho bà uống với lý do là rượi sẽ giúp họ thêm khỏe hơn. Bà Bonacieux uống cạn và trúng độc chết. Milady nhanh chân chạy theo lối sau của tu viện lên xe ngựa của bá tước Rochefort chạy đến nơi ẩn nấp. Cô tuy không thực hiện được kế hoạch nhưng cũng đã đạt được mục đích là trả thù D'Artagnan. Khi đám người D'Artagnan bước vào, họ chỉ còn thấy xác của Bonacieux.
Đúng lúc đó huân tước Winter cũng vừa đến, ông ta luôn bám theo Milady kể từ khi cô chạy về Pháp. Ông vào và nhận thấy sự việc như vậy cùng trao đổi với nhóm ngự lâm quân và kết luận rằng Milady là thủ phạm của vụ này. Đồng thời ông cung cấp một thông tin quan trọng đó là mảnh giấy liên lạc của Milady với bá tước Rochefort mà ông vô tình bắt được khi trên đường truy đuổi Milady, trên mảnh giấy có ghi dòng chữ ám hiệu "Armentieres", đó chính là chỗ ân náu của Milady.
Tất cả nhóm ngự lâm quân, những người hầu của họ, huân tước Winter cùng tìm đến ngôi nhà đó. Thật trùng hợp là ngôi nhà đó cũng nằm gần vùng quê cũ của Milady nên Athos đã lập tức mời người đao phủ thủ là anh của người tu sĩ, chồng đầu tiên của Milady đến để cùng tố cáo và phán xét các tội trạng của Milady. Việc để lộ bức thư này nằm ngoài dự liệu của Milady, nên cô đã không hề phòng bị và hoàn toàn bị bất ngờ khi bị nhóm người này bao vây bốn mặt. Một cuộc phán xét đã diễn ra giữa một bên là Milady, bị cáo trong vụ này và những người còn lại đóng vai trò là nguyên đơn, người bị hại, công tố viên, người làm chứng, quan tòa, bồi thẩm đoàn và người thi hành án. Cuộc phán xét diễn ra rất kịch tính.
- Huân tước Winter tố cáo Milady đầu độc người em trai của mình để chiếm lấy gia tài, mưu sát Quận công Buckingham - Cố thủ tướng nước Anh, dụ dỗ và làm hỏng cuộc đời của Felton, người sĩ quan đang có chiều hướng phát triển tốt dưới trướng của ông, vượt ngục và là gián điệp của Pháp.
- Athos tố cáo Milady là người phạm tội, lừa dối và phản bội ông ta, đẩy ông ta vào cuộc sống khốn khổ. Có âm mưu vu khống để hãm hại D'Artagnan.
- D'Artagnan tố cáo Milady là gián điệp của Hồng y giáo chủ, đã tham gia vào vụ đánh cắp xâu chuỗi kim cương của hoàng hậu, tổ chức bắt cóc hai lần bà Bonacieux và đã đầu độc người thiếu phụ tội nghiệp này.
- Người đao phủ thủ tố cáo Milady phạm tội ăn cắp chén thánh trong nhà thờ, trốn tù đồng thời làm hỏng cuộc đời của người em trai của ông cũng như cuộc đời của ông.

Với những chứng cứ và lý lẽ đanh thép của mọi người Milady đành phải nhận tội, tất cả mọi người liên quan có mặt ở đó đều thống nhất phán xét cô một bản án nghiêm khắc nhất là tử hình. Việc thi hành án được người đao phủ thủ thực thi ngay lập tức bằng hình thức chặt đầu. Xác của Milady được chôn tại đây. Câu chuyện kết thúc với hình ảnh tất cả đoàn người ngựa dần đi xa khỏi căn nhà tối tăm đó.